# مدل سازماندهی
مدل سازماندهی، همان‌طور که این اصطلاح به اتحادیه‌های کارگری (و گاهی دیگر سازمان‌های اجتماعی) اشاره دارد، تصوری وسیع از چگونگی جذب، عملکرد و پیشبرد منافع اعضای این سازمان‌ها است. هرچند که عملکردهای خاص این مدل به تفصیل بیشتری در زیر بحث می‌شود. این مدل معمولاً شامل تعداد زیادی سازمان‌دهنده تمام‌وقت است که با ایجاد اعتماد و شبکه‌ها و رهبران قوی در میان نیروی کار، و از طریق کمپین‌های مقابله‌ای با مشارکت تعداد زیادی از اعضای اتحادیه کار می‌کنند. مدل سازماندهی به شدت با اتحادیه‌گرایی جنبش‌های اجتماعی و اتحادیه‌گرایی اجتماعی مرتبط است. این مدل به بحث دربارهٔ چگونگی معکوس کردن روند کاهش عضویت اتحادیه‌ها کمک می‌کند، که در بیشتر کشورهای صنعتی با آن مواجه‌اند، و همچنین چگونگی بازپس‌گیری برخی از قدرت سیاسی که جنبش کارگری در طول قرن گذشته از دست داده است.

## سازماندهی در مقابل خدمات رسانی
توسعه مدل سازماندهی در مقابل مدل خدماتی قرار دارد و تفاوت‌های مختلفی بین این دو مدل برای ساختار اتحادیه وجود دارد. ادموند هیری، ملانی سیمز، دیو سیمپسون، ریک دلبریج و جان سالمون به این موضوع اشاره می‌کنند که در مدل خدماتی، «... کارکرد اتحادیه ارائه خدمات جمعی و فردی به اعضایی است که به سازمان رسمی و سلسله‌مراتب مقام‌های آن وابسته‌اند تا نیازهای خود را تأمین کنند.» آن‌ها بیان می‌کنند که مدل سازماندهی با مدل خدماتی متفاوت است زیرا به جای بیگانه کردن اعضای اتحادیه از کل فرایند و محیط اتحادیه، بر توانمندسازی اعضا تمرکز دارد.